# Phylloblastia septemseptata
Phylloblastia septemseptata är en svampart som först beskrevs av Vezda, och fick sitt nu gällande namn av Lücking. Phylloblastia septemseptata ingår i släktet Phylloblastia och familjen Verrucariaceae.   Inga underarter finns listade i Catalogue of Life.